# Јулија Матеј
Јулија Матеј (Нађ) Нови Сад 22. новембар 1925 — ) бивша је југословенска атлетичарка, учесница олимпијских игара, вишетрука првакиња и рекордњрка Југославије у бацању диска. Такмичилаљ се за више клубова, Почела је у Слози из Новог Сада, затим Црвенној звезди из Београда, а каријеру је завршила у Војводини из Новог Сада.
Најзначајнија такмичила на којима је учествовала су Олимпијским играма 1948. у Лондону где је заузела 21. место хицем од 30,25. метара..
На Европском првенству 1954. у Берну заузела је 5. место са бацањем од 40,48 м.
| Држаvна првакиња била је 6 пута: - 38,78 н 1948. Слога - 38,56 м 1949. Црвена звезда - 38,77 м 1951. Војводина - 39,95 м 1953. Војводина - 43,47 м 1954. Војводина - 41,50 м 1955. Војводина | Национални рекорд обарала је 7 пута: - 38,78 н Слога — 27. ју 1948, Загреб - 40,70 м Слога — 18. септембар 1948. Београд - 41,89 м Црвена звезда — 31, јул 1849. Панчево - 42,23 м Црвена звезда — 13, август 1950. Марибор - 44,92 м Војводина — 18. август 1954. Љубљана - 45,89 м Војводина — 10. октобар 1954. Загреб - 45,89 м Војводина — 16. октобар 1054, Беч |  |